# Epimecis detexta
Epimecis detexta là một loài bướm đêm trong họ Geometridae.